# Bombylius dives
Bombylius dives är en tvåvingeart som först beskrevs av Jacques-Marie-Frangile Bigot 1888.  Bombylius dives ingår i släktet Bombylius och familjen svävflugor. Inga underarter finns listade i Catalogue of Life.